# Meagan Duhamel
Meagan Duhamel (n. 8 decembrie 1985, Greater Sudbury, Ontario, Canada) este o patinatoare artistică ce a reprezentat Canada, medaliată olimpică. A participat la 2 ediții ale Jocurilor Olimpice (2014, 2018) în care a câștigat o medalie de argint.